# Lerahinga
Lerahinga is een bestuurslaag in het regentschap Lembata van de provincie Oost-Nusa Tenggara, Indonesië. Lerahinga telt 514 inwoners (volkstelling 2010).